# Сабарівська сільська рада
| Сабарівська сільська рада — колишній орган місцевого самоврядування у Оратівському районі Вінницької області з адміністративним центром у с. Сабарівка. Сільській раді були підпорядковані населені пункти: - с. Сабарівка - с. Дівочина |

## Склад ради
Рада складалась з 12 депутатів та голови.

## Керівний склад сільської ради
| ПІБ                   | Основні відомості                                                                                   | Дата обрання | Дата звільнення |
| --------------------- | --------------------------------------------------------------------------------------------------- | ------------ | --------------- |
| Шевчук Петро Павлович | Сільський голова, 1963 року народження, освіта, член Української Народної Партії                    | 26.03.2006   | 31.10.2010      |
| Шевчук Петро Павлович | Сільський голова, 1963 року народження, освіта середня спеціальна, член Української Народної Партії | 31.10.2010   |                 |

Примітка: таблиця складена за даними джерела